# Bactrocera grandifasciata
Bactrocera grandifasciata
 es una especie de díptero que Drew & Neal L. Evenhuis describieron por primera vez en 1999. Bactrocera grandifasciata pertenece al género Bactrocera de la familia Tephritidae. 